# IC 2224
IC 2224 је галаксија у сазвјежђу Рис која се налази на листи објеката дубоког неба у Индекс каталогу.
Деклинација објекта је + 37° 27' 35" а ректасцензија 8h 5m 50,3s. Привидна величина (магнитуда) објекта IC 2224 износи 14,5 а фотографска магнитуда 15,5. IC 2224 је још познат и под ознакама NPM1G +37.0177, PGC 2101266.